# 聯合國安全理事會第66號決議
聯合國安理會第66號決議是1948年12月29日在聯合國安全理事會第396次會議通過的。為回應代理調解專員有關聯合國停火令期間在1948年12月22日巴勒斯坦南部發生戰事的報告這項決議要求各有關當局立刻實施聯合國安理會61號決議，並協助聯合國觀察員全面監督停戰。決議還指示由安理會61號決議所成立的委員會在1949年1月7日於紐約成功湖進行會議，考慮現時巴勒斯坦南部的局勢，並向安理會報告各方對聯合國安理會61號決議和聯合國安理會62號決議的遵行情況。決議最後邀請古巴及挪威接替委員會中於1949年1月1日任期屆滿的比利時及哥倫比亞。
該決議在烏克蘭蘇維埃社會主義共和國、美國及蘇聯的棄權下，以8票對0票通過。

## 外部連結
- 66號決議全文 （页面存档备份，存于）